# Antônio Ricardo dos Santos
Antônio Ricardo dos Santos Filho (22 de septiembre de 1819 - 17 de noviembre de 1888) fue un político brasileño e industrial. Fue el primer vicepresidente de la provincia de Paraná, entre el 29 de diciembre de 1887 y 9 de febrero de 1888.
Antônio nació en Morretes, Paraná, el 22 de septiembre de 1819, el hijo del sargento mayor Antonio Ricardo dos Santos y su segunda esposa María da Luz Paraizo. Se casó con dos Córdula Martins Santos el 9 de septiembre de 1844.
Desde que era muy joven, ya dedicó a actividades comerciales junto a su padre, convirtiéndose pronto en un empresario e industrial de la caña de azúcar y yerba mate en Morretes. En 1878, se trasladó a Curitiba, donde inauguró el molino de yerba mate de Iguazú en las márgenes del río Barigui, en el barrio de Batel, al mismo tiempo ya tenía otro molino en São João da Graciosa, que le hizo uno de los mayores industriales de yerba mate de su tiempo. Exporta sus productos con su marca, A.R. Santos.
En el campo político, asumió los cargos de concejal y juez y juez de paz en Morretes en los años de 1857-1860, 1861-1864, 1866-1868 y 1869-1872. Él era un representante en la Asamblea Legislativa Provincial entre 1858 y 1859, 1870 y 1871, 1875 y 1876, 1878 y 1879. Llegó para prestar a las arcas públicas de la provincia de Paraná 25 contos de Reis en 1876.
Comandante Dodoca, como se le conoció, era el primo del Vizconde de Nácar y actuó como anfitrión para la princesa Izabel y Conde d'Eu en 1887. Fue miembro del partido conservador. En 1871, Dom Pedro II le honró con el título de Comandante de la Orden de la rosa. También fue Caballero de la Orden de Jesucristo.
Falleció en Curitiba, de 17 de noviembre de 1888, cuando tenía 69 años de edad.